# Shikoku
Shikoku (四国 prevedeno četiri zemlje) je najmanji i najnenaseljeniji od četiri (glavna) japanska otoka. Sastoji se od prefektura Ehime, Kagawa, Kochi i Tokushima.
Ima otprilike 4,5 milijuna stanovnika, površina je 18.292 km². Najviši vrh je planina Ishizuchi u provinciji Ehime visoka 1982 m.